# Mike Junkin
Michael Wayne Junkin (North Little Rock, 21 novembre 1964) è un ex giocatore di football americano statunitense che ha militato nel ruolo di linebacker nella National Football League (NFL).

## Carriera
Al college Junkin giocò a football all'Università Duke. Fu scelto dai Cleveland Browns nel corso del primo giro (quinto assoluto) nel Draft NFL 1987. Giocò parzialmente nelle prime due stagioni, entrambe concluse in anticipo a causa degli infortuni. In seguito fu scambiato con i Kansas City Chiefs per una scelta del quinto giro, giocandovi cinque partite. Dopo essere stato svincolato non giocò più nella NFL. In luogo della sua alta selezione e avendo disputato solo 20 partite da professionista, Junkin è considerato una scelta pessima del draft. 